# Los juegos del amor (película de 2024)
Los juegos del amor (en inglés: Players) es una película de comedia romántica estadounidense de 2024 dirigida por Trish Sie y escrita por Whit Anderson. La película está protagonizada por Gina Rodríguez, Damon Wayans Jr., Joel Courtney, Augustus Prew, Liza Koshy, Ego Nwodim, Marin Hinkle y Tom Ellis.
Players fue estrenada por Netflix el 14 de febrero de 2024.

## Reparto
- Gina Rodriguez como Mack
- Damon Wayans Jr. como Adam
- Tom Ellis como Nick
- Augustus Prew como Brannagan
- Joel Courtney como Little
- Liza Koshy como Ashley
- Ego Nwodim como Claire
- Marin Hinkle como Karen Kirk
- Brock O'Hurn como Brady Stratton

## Producción
En marzo de 2021, se informó que Gina Rodríguez, junto a Damon Wayans Jr. y Tom Ellis, protagonizaría una película de comedia romántica para Netflix titulada Players. La película fue producida por Marc Platt Productions y Campfire Studios. El rodaje tuvo lugar en la ciudad de Nueva York desde julio de 2021 hasta septiembre de 2021.

## Estreno
La película fue estrenada por Netflix el 14 de febrero de 2024.